# Двуделна маларна кост
Двуделната маларна кост, наричана още японска кост, е черепна шевова кост. Ябълчната кост е разделен на две части. Намира се под подочничния ръб. Намерена е на черепите на японците.